# Weiden (Rajna-vidék-Pfalz)
Weiden település Németországban, Rajna-vidék-Pfalz tartományban. Lakosainak száma 72 fő (2023. december 31.).

## Népesség
A település népességének változása:
| Lakosok száma | 100  | 82   | 83   | 70   | 73   | 72   |
|               | 1975 | 2017 | 2019 | 2021 | 2022 | 2023 |